# SU d'Andròmeda
SU d'Andròmeda (SU Andromedae) és una estrella de carboni a la constel·lació d'Andròmeda. És una estrella variable classificada com una supergegant polsant irregular lenta i varia d'una magnitud visual aparent de 8,5 a una brillantor mínima de 8,0 fins una brillantor màxima sense període clar.

## Variabilitat
Thomas Espin va assenyalar la possible variabilitat d'aquesta estrella el 1895. Williamina Fleming, el 1906, estava examinant plaques fotogràfiques preses amb el propòsit de crear el Catàleg Henry Draper quan la va descobrir i confirmar independentment com una estrella variable.

## Espectre
L'espectre de SU d'Andròmeda està dominat per bandes de Swan de la molècula C₂. Aquestes estrelles es van classificar com a tipus N sota l'esquema de Harvard, estrelles amb el continu blau completament enfosquides per bandes d'absorció molecular. Els tipus espectrals d'estrelles de carboni es van refinar posteriorment al sistema Morgan-Keenan i SU d'Andròmeda es va classificar normalment com C6₄, indicant una estrella de carboni bastant freda i el subíndex 4 que mostra una intensitat de banda de Swan modesta.
Segons el modern sistema Morgan-Keenan revisat, SU d'Andròmeda es classifica com C-N5 C₂6-. El tipus espectral C-N distingeix aquelles estrelles del tipus C-R on el continu blau no està completament amagat per les bandes d'absorció. Una classificació basada en l'espectre d'infrarojos és C5 II, de nou una estrella de carboni moderadament freda amb una classe de lluminositat II per a un gegant brillant.

## Company
Respecte a SU d'Andròmeda s'hi troba a 22" d'una estrella de magnitud 12,77, probablement una estrella de seqüència principal F0. Aquesta estrella té una paral·laxi segons la Gaia Data Release 2 de 0,7479 ± 0,0905 i una magnitud absoluta d'aproximadament +2,4. Té un moviment espacial gairebé idèntic al de SU Andromedae i se suposa que és un company de desplaçament distant. Basant-se en aquesta suposició, la magnitud absoluta de SU Andromedae es calcula que és d'aproximadament -2,2.